# سيزيف: الأسطورة
سيزيف: الأسطورة (بالكورية: 시지프스: the myth)؛ هو مسلسل تلفزيوني كوري جنوبي، من بطولة شو سيونغ وو وبارك شين هي، تم تسميتها «الدراما الخاصة بالذكرى العاشرة لي جي تي بي سي»، يتم بثه على قناة JTBC يوم الأربعاء والخميس من بداية 17 فبراير 2021.

## القصة
قصة هان تاي سول المهندس العبقري الذي يحاول كشف الحقيقة وراء وفاة أخيه الأكبر، وكانغ سو هي محاربة النخبة التي تسافر عبر الزمن لمساعدته. هان تاي سول هو مهندس عبقري وأحد مؤسسي شركة كوانتوم. إنه وسيم ويحقق نتائج مبتكرة. بفضل جهوده، أصبحت شركة كوانتوم مؤسسة عالمية المستوى. يُعرف بأنه الموظف المعجزة والبطل في كوريا، لكن الواقع مختلف قليلاً. بعد وفاة أخيه الأكبر قبل 10 سنوات، أظهر سلوكًا غريب الأطوار. تقلب سعر سهم الشركة وفقًا لذلك. في أحد الأيام، علم هان تاي سول بحقيقة غير موثوقة وراء وفاة أخيه الأكبر، ومن هنا تبدأ رحلته الخطيرة. كانغ سيو هاي هي جُندية مُخضرمة نشأت بين أفراد العصابات وأمراء الحرب، تنطلق في طريق خطير للعثور على هان تاي سول.

## طاقم
- شو سيونج وو بدور دور هان تاي سول
- بارك شين هي بدور كانغ سيو هاي

- سونغ دونغ ايل بدور الرئيس بارك
- تاي اين هو بدور إدي كيم
- تشاي جونغ اهيوب بدور سون
- جيون جوك هوان بدور كيم هان يونغ
- هوي جون سيوك بدور هان تاي سان
- تاي ون سيوك بدور يو بونغ سون
- جونغ ها جون بدور سون هوه
- لي سي وو بدور بينج بينج
- جو يون بدور جونغ هيون كي
- تشوي سوك هيون بدور أهن جانغ ري
- كيم جونغ تاي بدور كانغ دونغ كي
- يانغ جون مو بدور تشوي ايون سيك
- لي ميونغ رو بدور أوم سيون جاي

## المشاهدات
| الموسم | الموسم | رقم الحلقة | رقم الحلقة | رقم الحلقة | رقم الحلقة | رقم الحلقة | رقم الحلقة | رقم الحلقة | رقم الحلقة | رقم الحلقة | رقم الحلقة | رقم الحلقة | رقم الحلقة | رقم الحلقة | رقم الحلقة | رقم الحلقة | رقم الحلقة | المتوسط |
| الموسم | الموسم | 1          | 2          | 3          | 4          | 5          | 6          | 7          | 8          | 9          | 10         | 11         | 12         | 13         | 14         | 15         | 16         | المتوسط |
| ------ | ------ | ---------- | ---------- | ---------- | ---------- | ---------- | ---------- | ---------- | ---------- | ---------- | ---------- | ---------- | ---------- | ---------- | ---------- | ---------- | ---------- | ------- |
|        | 1      | 1.374      | 1.577      | 1.419      | 1.445      | 1.184      | 1.190      | 1.101      | 1.039      | 1.114      | 1.189      | 1.053      | 1.085      | 1.018      | 1.062      | 0.807      | 1.029      | 1.168   |

حققت الدراما نسبة مشاهدة جيدة جدا في كوريا الجنوبية، حافظت على مشاهداتها بالمليون (بستثناء الحلقة 15)، وكانت الحلقة الثانية هي الاعلى تصنيفا للمسلسل، حيث حققت 1.5 مليون مشاهدة.
| الحلقة | تاريخ البث الأصلي | تقييمات نيلسن كوريا | تقييمات نيلسن كوريا |
| الحلقة | تاريخ البث الأصلي | على الصعيد الوطني   | سيول                |
| ------ | ----------------- | ------------------- | ------------------- |
| 1      | 17 فبراير 2021    | 5.608٪ (الرابع)     | 6.766٪ (الثالث)     |
| 2      | 18 فبراير 2021    | 6.677٪ (الرابع)     | 8.063٪ (الثالث)     |
| 3      | 24 فبراير 2021    | 6.167٪ (الرابع)     | 6.200٪ (الثالث)     |
| 4      | 25 فبراير 2021    | 6.178٪ (الرابع)     | 6.771 ٪ (الرابع)    |
| 5      | 3 مارس 2021       | 5.240٪ (الرابع)     | 6.036 ٪ (الرابع)    |
| 6      | 4 مارس 2021       | 4.972٪ (الخامس)     | 5.620٪ (الرابع)     |
| 7      | 10 مارس 2021      | 4.633٪ (الخامس)     | 5.040٪ (الرابع)     |
| 8      | 11 مارس 2021      | 4.848٪ (الرابع)     | 5.574٪ (الرابع)     |
| 9      | 17 مارس 2021      | 4.905٪ (الرابع)     | 5.372٪ (الرابع)     |
| 10     | 18 مارس 2021      | 4.804٪ (الخامس)     | 5.038٪ (الرابع)     |
| 11     | 24 مارس 2021      | 4.435٪ (الرابع)     | 4.834٪ (الرابع)     |
| 12     | 25 مارس 2021      | 4.637٪ (الرابع)     | 5.160٪ (الرابع)     |
| 13     | 31 مارس 2021      | 4.302%              | 5.106%              |
| 14     | 1 أبريل 2021      | 4.246%              | 4.971%              |
| 15     | 7 أبريل 2021      | 3.394%              | 3.925%              |
| 16     | 8 أبريل 2021      | 4.363%              | 4.878%              |
| المعدل | المعدل            | 4.963%              | 5.585%              |

## الإنتاج

### صناعة
هي دراما بميزانية إنتاج ضخمة، حيث بلغت تكلفتها حوالي 25-22 مليار وون (حوالي 22-18 مليون دولار امريكي).
في أواخر سبتمبر 2019 أكدت شبكة JTBC أن تشوي سيونغ وو وبارك شين هاي سوف يلعبان دور البطولة في الدراما القادمة «سيزيف: الأسطورة».
المسلسل من إخراج مخرج قناة SBS السابق جين هيوك الذي عمل على مسلسلات مثل ميراث رائع وأسطور البحر الأزرق وسيد الشمس.

### جدال
في مايو 2016 وقع الثنائي الكاتب لي جي إين وجيون تشان هو عقد مع استوديو إس التابع لشركة SBS لكتابة مسلسل تلفزيوني من 20 حلقة، وفر استوديو إس لهما مكان عمل حيث عملوا على سيناريو «سيزيف: الأسطورة»، ولكن بعد مدة تم إلغاء الإنتاج بسبب الصعوبات في اختيار مخرج وممثلين.
في ديسمبر 2018 تم تكليف الثنائي بكتابة ما تبقى من 16 حلقة من مسلسل الأقدار والغضب عندما غادر كاتب السيناريو السابق بعد كتابة 4 حلقات منه، ومع ذلك لم يدفع استوديو إس رسوم الكتابة البالغة 60 مليون وون التي كان من المقرر دفعها في غضون 15يوم.
أنهى الثنائي عقدهما مع استوديو إس ونتقلوا إلى شبكة JTBC للعمل على المسلسل.

### التصوير
بدأ تصوير المسلسل في مايو 2020 مع انضمام الممثل تشوي سيونغ وو بعد الانتهاء من عمله في الموسم الثاني من مسلسل الغابة السرية تم الانتهاء من التصوير في أوائل ديسمبر.

## روابط خارجية
- سيزيف: الأسطورة على الموقع الرسمي (بالكورية)
- سيزيف: الأسطورة على موقع Netflix (الإنجليزية)
- سيزيف: الأسطورة على موقع IMDb (الإنجليزية)
- سيزيف: الأسطورة على موقع روتن توميتوز (الإنجليزية)
- سيزيف: الأسطورة على موقع نتفليكس (الإنجليزية)
- سيزيف: الأسطورة على موقع ليتربوكسد (الإنجليزية)
- سيزيف: الأسطورة على موقع كينوبويسك (الروسية)
- سيزيف: الأسطورة على موقع ألو سيني (الفرنسية)
- سيزيف: الأسطورة على موقع قاعدة بيانات الفيلم (الإنجليزية)